# اچ‌ام‌اس میینی (۱۸۴۸)
اچ‌ام‌اس میینی (۱۸۴۸) (به انگلیسی: HMS Meeanee (1848)) یک کشتی بود که طول آن ۱۹۰ فوت (۵۸ متر) بود. این کشتی در سال ۱۸۴۲ ساخته شد.